# Grand Prix Wielkiej Brytanii 2021
Grand Prix Wielkiej Brytanii 2021, oficjalnie Formula 1 Pirelli British Grand Prix 2021 – dziesiąta runda Mistrzostw Świata Formuły 1 w sezonie 2021. Grand Prix odbyło się w dniach 16–18 lipca 2021 na torze Silverstone Circuit w Silverstone. Wyścig wygrał Lewis Hamilton (Mercedes), a na podium kolejno stanęli Charles Leclerc (Ferrari) oraz Valtteri Bottas (Mercedes). Po starcie z pole position Max Verstappen (Red Bull) nie ukończył wyścigu.

## Tło

### Format weekendu
Grand Prix Wielkiej Brytanii 2021 będzie pierwszym z trzech wyścigów w tym sezonie, w którym będzie inny format weekendu. Zazwyczaj w piątek odbywały się dwie sesje treningowe, a w sobotę odbywał się trzeci trening oraz kwalifikacje ustalające kolejność do wyścigu, który odbywał się w niedziele. Według nowego formatu w piątek odbędzie się tylko jedna sesja treningowa oraz kwalifikacyjna ustalające kolejność do sprintu, który odbędzie się w sobotę, po drugiej sesji treningowej. Kwalifikacje sprinterskie ustalą kolejność do niedzielnego wyścigu głównego.

#### Kwalifikacje sprinterskie
Kwalifikacje sprinterskie odbędą się na dystansie 100 km, co daje 17 okrążeń w przypadku toru Silverstone. Sprint ustali kolejność do niedzielnego wyścigu głównego. Kolejność startowa będzie ustalona poprzez kwalifikacje w standardowym formacie Q1, Q2 i Q3. Trzy pierwsze miejsca otrzymają punkty do klasyfikacji generalnej Mistrzostw Świata, które będą przyznane według klucza 3-2-1.

## Lista startowa
| Nr          | Kierowca           | Zespół                                  | Samochód                          | Silnik                      | Opony |
| ----------- | ------------------ | --------------------------------------- | --------------------------------- | --------------------------- | ----- |
| 3           | Daniel Ricciardo   | McLaren F1 Team                         | McLaren MCL35M                    | Mercedes-AMG F1 M12 1,6 V6T | P     |
| 4           | Lando Norris       | McLaren F1 Team                         | McLaren MCL35M                    | Mercedes-AMG F1 M12 1,6 V6T | P     |
| 5           | Sebastian Vettel   | Aston Martin Cognizant Formula One Team | Aston Martin AMR21                | Mercedes-AMG F1 M12 1,6 V6T | P     |
| 6           | Nicholas Latifi    | Williams Racing                         | Williams FW43B                    | Mercedes-AMG F1 M12 1,6 V6T | P     |
| 7           | Kimi Räikkönen     | Alfa Romeo Racing ORLEN                 | Alfa Romeo C41                    | Ferrari 065/6 1,6 V6T       | P     |
| 9           | Nikita Mazepin     | Uralkali Haas F1 Team                   | Haas VF-21                        | Ferrari 065/6 1,6 V6T       | P     |
| 10          | Pierre Gasly       | Scuderia AlphaTauri Honda               | AlphaTauri AT02                   | Honda RA621H 1,6 V6T        | P     |
| 11          | Sergio Pérez       | Red Bull Racing Honda                   | Red Bull RB16B                    | Honda RA621H 1,6 V6T        | P     |
| 14          | Fernando Alonso    | Alpine F1 Team                          | Alpine A521                       | Renault E-Tech 20B 1,6 V6T  | P     |
| 16          | Charles Leclerc    | Scuderia Ferrari Mission Winnow         | Ferrari SF21                      | Ferrari 065/6 1,6 V6T       | P     |
| 18          | Lance Stroll       | Aston Martin Cognizant Formula One Team | Aston Martin AMR21                | Mercedes-AMG F1 M12 1,6 V6T | P     |
| 22          | Yūki Tsunoda       | Scuderia AlphaTauri Honda               | AlphaTauri AT02                   | Honda RA621H 1,6 V6T        | P     |
| 31          | Esteban Ocon       | Alpine F1 Team                          | Alpine A521                       | Renault E-Tech 20B 1,6 V6T  | P     |
| 33          | Max Verstappen     | Red Bull Racing Honda                   | Red Bull RB16B                    | Honda RA621H 1,6 V6T        | P     |
| 44          | Lewis Hamilton     | Mercedes-AMG Petronas Formula One Team  | Mercedes-AMG F1 W12 E Performance | Mercedes-AMG F1 M12 1,6 V6T | P     |
| 47          | Mick Schumacher    | Uralkali Haas F1 Team                   | Haas VF-21                        | Ferrari 065/6 1,6 V6T       | P     |
| 55          | Carlos Sainz Jr.   | Scuderia Ferrari Mission Winnow         | Ferrari SF21                      | Ferrari 065/6 1,6 V6T       | P     |
| 63          | George Russell     | Williams Racing                         | Williams FW43B                    | Mercedes-AMG F1 M12 1,6 V6T | P     |
| 77          | Valtteri Bottas    | Mercedes-AMG Petronas Formula One Team  | Mercedes-AMG F1 W12 E Performance | Mercedes-AMG F1 M12 1,6 V6T | P     |
| 99          | Antonio Giovinazzi | Alfa Romeo Racing ORLEN                 | Alfa Romeo C41                    | Ferrari 065/6 1,6 V6T       | P     |
| Źródło: FIA |                    |                                         |                                   |                             |       |

## Wyniki

### Zwycięzcy sesji treningowych
| Sesja       | Nr | Kierowca       | Konstruktor | Czas     | Okr. |
| ----------- | -- | -------------- | ----------- | -------- | ---- |
| 1           | 33 | Max Verstappen | Red Bull    | 1:27,035 | 23   |
| 2           | 33 | Max Verstappen | Red Bull    | 1:29,902 | 23   |
| Źródło: FIA |    |                |             |          |      |

### Kwalifikacje
| P                    | Nr | Kierowca           | Konstruktor           | Czasy w kwalifikacjach | Czasy w kwalifikacjach | Czasy w kwalifikacjach | Poz. s. |
| P                    | Nr | Kierowca           | Konstruktor           | Q1                     | Q2                     | Q3                     | Poz. s. |
| -------------------- | -- | ------------------ | --------------------- | ---------------------- | ---------------------- | ---------------------- | ------- |
| 1                    | 44 | Lewis Hamilton     | Mercedes              | 1:26,786               | 1:26,023               | 1:26,134               | 1       |
| 2                    | 33 | Max Verstappen     | Red Bull Racing-Honda | 1:26,751               | 1:26,315               | 1.26,209               | 2       |
| 3                    | 77 | Valtteri Bottas    | Mercedes              | 1:27,487               | 1:26,764               | 1:26,238               | 3       |
| 4                    | 16 | Charles Leclerc    | Ferrari               | 1:27,051               | 1:26,919               | 1:26,828               | 4       |
| 5                    | 11 | Sergio Pérez       | Red Bull Racing-Honda | 1:27,121               | 1:27,073               | 1:26,844               | 5       |
| 6                    | 4  | Lando Norris       | McLaren-Mercedes      | 1:27,444               | 1:27,220               | 1:26,897               | 6       |
| 7                    | 3  | Daniel Ricciardo   | McLaren-Mercedes      | 1:27,323               | 1:27,125               | 1:26,899               | 7       |
| 8                    | 63 | George Russell     | Williams-Mercedes     | 1:27,671               | 1:27,080               | 1:26,971               | 8       |
| 9                    | 55 | Carlos Sainz Jr.   | Ferrari               | 1:27,337               | 1:26,848               | 1:27,007               | 9       |
| 10                   | 5  | Sebastian Vettel   | Aston Martin-Mercedes | 1:27,493               | 1:27,103               | 1:27,179               | 10      |
| 11                   | 14 | Fernando Alonso    | Alpine-Renault        | 1:27,580               | 1:27,245               |                        | 11      |
| 12                   | 10 | Pierre Gasly       | AlphaTauri-Honda      | 1:27,600               | 1:27,273               |                        | 12      |
| 13                   | 31 | Esteban Ocon       | Alpine-Renault        | 1:27,415               | 1:27,340               |                        | 13      |
| 14                   | 99 | Antonio Giovinazzi | Alfa Romeo-Ferrari    | 1:27,595               | 1:27,617               |                        | 14      |
| 15                   | 18 | Lance Stroll       | Aston Martin-Mercedes | 1:28,017               | 1:27,665               |                        | 15      |
| 16                   | 22 | Yūki Tsunoda       | AlphaTauri-Honda      | 1:28,043               |                        |                        | 16      |
| 17                   | 7  | Kimi Räikkönen     | Alfa Romeo-Ferrari    | 1:28,062               |                        |                        | 17      |
| 18                   | 6  | Nicholas Latifi    | Williams-Mercedes     | 1:28,254               |                        |                        | 18      |
| 19                   | 47 | Mick Schumacher    | Haas-Ferrari          | 1:28,738               |                        |                        | 19      |
| 20                   | 9  | Nikita Mazepin     | Haas-Ferrari          | 1:29,051               |                        |                        | 20      |
| 107% czasu: 1:32,823 |    |                    |                       |                        |                        |                        |         |
| Źródło: FIA          |    |                    |                       |                        |                        |                        |         |

### Sprint kwalifikacyjny
| P           | Nr | Kierowca           | Konstruktor           | Okr. | Czas          | Start | +/–       | Punkty | Poz. s. |
| ----------- | -- | ------------------ | --------------------- | ---- | ------------- | ----- | --------- | ------ | ------- |
| 1           | 33 | Max Verstappen     | Red Bull Racing-Honda | 17   | 25:38,426     | 2     | 1         | 3      | 1       |
| 2           | 44 | Lewis Hamilton     | Mercedes              | 17   | +1,430        | 1     | 1         | 2      | 2       |
| 3           | 77 | Valtteri Bottas    | Mercedes              | 17   | +7,502        | 3     | Bez zmian | 1      | 3       |
| 4           | 16 | Charles Leclerc    | Ferrari               | 17   | +11,278       | 4     | Bez zmian |        | 4       |
| 5           | 4  | Lando Norris       | McLaren-Mercedes      | 17   | +24,111       | 6     | 1         |        | 5       |
| 6           | 3  | Daniel Ricciardo   | McLaren-Mercedes      | 17   | +30,959       | 7     | 1         |        | 6       |
| 7           | 14 | Fernando Alonso    | Alpine-Renault        | 17   | +43,527       | 11    | 4         |        | 7       |
| 8           | 5  | Sebastian Vettel   | Aston Martin-Mercedes | 17   | +44,439       | 10    | 2         |        | 8       |
| 9           | 63 | George Russell     | Williams-Mercedes     | 17   | +46,652       | 8     | 1         |        | 12      |
| 10          | 17 | Esteban Ocon       | Alpine-Renault        | 17   | +47,395       | 13    | 3         |        | 9       |
| 11          | 55 | Carlos Sainz Jr.   | Ferrari               | 17   | +47,798       | 9     | 2         |        | 10      |
| 12          | 10 | Pierre Gasly       | AlphaTauri-Honda      | 17   | +48,763       | 12    | Bez zmian |        | 11      |
| 13          | 7  | Kimi Räikkönen     | Alfa Romeo-Ferrari    | 17   | +50,677       | 17    | 4         |        | 13      |
| 14          | 18 | Lance Stroll       | Aston Martin-Mercedes | 17   | +52,179       | 15    | 1         |        | 14      |
| 15          | 99 | Antonio Giovinazzi | Alfa Romeo-Ferrari    | 17   | +53,225       | 14    | 1         |        | 15      |
| 16          | 22 | Yūki Tsunoda       | AlphaTauri-Honda      | 17   | +53,567       | 16    | Bez zmian |        | 16      |
| 17          | 6  | Nicholas Latifi    | Williams-Mercedes     | 17   | +55,162       | 18    | 1         |        | 17      |
| 18          | 47 | Mick Schumacher    | Haas-Ferrari          | 17   | +1:08,213     | 19    | 1         |        | 18      |
| 19          | 9  | Nikita Mazepin     | Haas-Ferrari          | 17   | +1:17,648     | 20    | 1         |        | 19      |
| 20          | 11 | Sergio Pérez       | Red Bull Racing-Honda | 16   | NU (wibracje) | 5     | 15        |        | PL      |
| Źródło: FIA |    |                    |                       |      |               |       |           |        |         |

Uwagi
1. ↑  George Russell otrzymał karę cofnięcia o 3 pozycje za spowodowanie kolizji z Carlosem Sainzem Jr.[9].
2. ↑  Sergio Pérez został sklasyfikowany, ponieważ przejechał więcej niż 90% dystansu sprintu kwalifikacyjnego.
3. ↑  Sergio Pérez otrzymał karę cofnięcia na koniec stawki za wymianę elementów jednostki napędowej ponad regulaminowy limit[10], oraz został zmuszony do startu z alei serwisowej za wymianę tylnego skrzydła i zawieszenia w parku zamkniętym[11].

### Wyścig
| P           | Nr | Kierowca           | Konstruktor           | Okr. | Czas             | Start | +/–       | Punkty |
| ----------- | -- | ------------------ | --------------------- | ---- | ---------------- | ----- | --------- | ------ |
| 1           | 44 | Lewis Hamilton     | Mercedes              | 52   | 1:58:23,284      | 2     | 1         | 25     |
| 2           | 16 | Charles Leclerc    | Ferrari               | 52   | +3,871           | 4     | 2         | 18     |
| 3           | 77 | Valtteri Bottas    | Mercedes              | 52   | +11,125          | 3     | Bez zmian | 15     |
| 4           | 4  | Lando Norris       | McLaren-Mercedes      | 52   | +28,573          | 5     | 1         | 12     |
| 5           | 3  | Daniel Ricciardo   | McLaren-Mercedes      | 52   | +42,624          | 6     | 1         | 10     |
| 6           | 55 | Carlos Sainz Jr.   | Ferrari               | 52   | +43,454          | 10    | 4         | 8      |
| 7           | 14 | Fernando Alonso    | Alpine-Renault        | 52   | +1:12,093        | 7     | Bez zmian | 6      |
| 8           | 18 | Lance Stroll       | Aston Martin-Mercedes | 52   | +1:14,289        | 14    | 6         | 4      |
| 9           | 31 | Esteban Ocon       | Alpine-Renault        | 52   | +1:16,162        | 9     | Bez zmian | 2      |
| 10          | 22 | Yūki Tsunoda       | AlphaTauri-Honda      | 52   | +1:22,065        | 16    | 6         | 1      |
| 11          | 10 | Pierre Gasly       | AlphaTauri-Honda      | 52   | +1:25,327        | 11    | Bez zmian |        |
| 12          | 63 | George Russell     | Williams-Mercedes     | 51   | +1 okrążenie     | 12    | Bez zmian |        |
| 13          | 99 | Antonio Giovinazzi | Alfa Romeo-Ferrari    | 51   | +1 okrążenie     | 15    | 2         |        |
| 14          | 6  | Nicholas Latifi    | Williams-Mercedes     | 51   | +1 okrążenie     | 17    | 3         |        |
| 15          | 7  | Kimi Räikkönen     | Alfa Romeo-Ferrari    | 51   | +1 okrążenie     | 13    | 2         |        |
| 16          | 11 | Sergio Pérez       | Red Bull Racing-Honda | 51   | +1 okrążenie     | PL    | 4         | [ a ]  |
| 17          | 9  | Nikita Mazepin     | Haas-Ferrari          | 51   | +1 okrążenie     | 19    | 2         |        |
| 18          | 47 | Mick Schumacher    | Haas-Ferrari          | 51   | +1 okrążenie     | 18    | Bez zmian |        |
| NS          | 5  | Sebastian Vettel   | Aston Martin-Mercedes | 40   | NU (przegrzanie) | 8     |           |        |
| NS          | 33 | Max Verstappen     | Red Bull Racing-Honda | 1    | NU (kolizja)     | 1     |           |        |
| Źródło: FIA |    |                    |                       |      |                  |       |           |        |

Uwagi
1. ↑  Dodatkowy 1 punkt jest przyznawany kierowcy, który ustanowił najszybsze okrążenie w wyścigu, pod warunkiem, że ukończył wyścig w pierwszej 10.

### Najszybsze okrążenie
| Nr          | Kierowca     | Konstruktor | Czas     | Okr. |
| ----------- | ------------ | ----------- | -------- | ---- |
| 11          | Sergio Pérez | Red Bull    | 1:28,617 | 50   |
| Źródło: FIA |              |             |          |      |

### Prowadzenie w wyścigu
| Nr                              | Kierowca        | Konstruktor | Okrążenia | Suma |
| ------------------------------- | --------------- | ----------- | --------- | ---- |
| 16                              | Charles Leclerc | Ferrari     | 1–49      | 49   |
| 44                              | Lewis Hamilton  | Mercedes    | 50–52     | 3    |
| \| Wykres \| \| ------ \| \| \| |                 |             |           |      |
| Źródło: FIA                     |                 |             |           |      |
| Wykres                          |                 |             |           |      |
|                                 |                 |             |           |      |

## Klasyfikacja po wyścigu

### Kierowcy
Źródło: FIA
| P  | +/− | Kierowca           | Starty | Punkty | P1 | P2 | P3 | PP | NO | NS |
| -- | --- | ------------------ | ------ | ------ | -- | -- | -- | -- | -- | -- |
| 1  | 0   | Max Verstappen     | 10     | 185    | 5  | 3  | –  | 4  | 4  | 1  |
| 2  | 0   | Lewis Hamilton     | 10     | 177    | 4  | 3  | –  | 2  | 3  | –  |
| 3  | +1  | Lando Norris       | 10     | 113    | –  | –  | 3  | –  | –  | –  |
| 4  | +1  | Valtteri Bottas    | 10     | 108    | –  | 1  | 5  | 1  | 2  | 2  |
| 5  | −2  | Sergio Pérez       | 10     | 104    | 1  | –  | 1  | –  | 1  | –  |
| 6  | 0   | Charles Leclerc    | 10     | 80     | –  | 1  | –  | 2  | –  | 1  |
| 7  | 0   | Carlos Sainz Jr.   | 10     | 68     | –  | 1  | –  | –  | –  | –  |
| 8  | 0   | Daniel Ricciardo   | 10     | 50     | –  | –  | –  | –  | –  | –  |
| 9  | 0   | Pierre Gasly       | 10     | 39     | –  | –  | 1  | –  | –  | 1  |
| 10 | 0   | Sebastian Vettel   | 10     | 30     | –  | 1  | –  | –  | –  | 1  |
| 11 | 0   | Fernando Alonso    | 10     | 26     | –  | –  | –  | –  | –  | 1  |
| 12 | 0   | Lance Stroll       | 10     | 18     | –  | –  | –  | –  | –  | 1  |
| 13 | 0   | Esteban Ocon       | 10     | 14     | –  | –  | –  | –  | –  | 2  |
| 14 | 0   | Yūki Tsunoda       | 10     | 10     | –  | –  | –  | –  | –  | 1  |
| 15 | 0   | Kimi Räikkönen     | 10     | 1      | –  | –  | –  | –  | –  | 1  |
| 16 | 0   | Antonio Giovinazzi | 10     | 1      | –  | –  | –  | –  | –  | –  |
| 17 | 0   | George Russell     | 10     | 0      | –  | –  | –  | –  | –  | 2  |
| 18 | 0   | Mick Schumacher    | 10     | 0      | –  | –  | –  | –  | –  | –  |
| 19 | +1  | Nicholas Latifi    | 10     | 0      | –  | –  | –  | –  | –  | 1  |
| 20 | −1  | Nikita Mazepin     | 10     | 0      | –  | –  | –  | –  | –  | 1  |
| P  | +/− | Kierowca           | Starty | Punkty | P1 | P2 | P3 | PP | NO | NS |

### Konstruktorzy
Źródło: FIA
| P  | +/− | Konstruktor               | Starty | Punkty | P1 | P2 | P3 | PP | NO | NS |
| -- | --- | ------------------------- | ------ | ------ | -- | -- | -- | -- | -- | -- |
| 1  | 0   | Red Bull Racing-Honda     | 20     | 289    | 6  | 3  | 1  | 5  | 5  | 1  |
| 2  | 0   | Mercedes                  | 20     | 285    | 4  | 4  | 5  | 3  | 5  | 2  |
| 3  | 0   | McLaren-Mercedes          | 20     | 163    | –  | –  | 3  | –  | –  | –  |
| 4  | 0   | Ferrari                   | 20     | 148    | –  | 2  | –  | 2  | –  | 1  |
| 5  | 0   | Scuderia AlphaTauri-Honda | 20     | 49     | –  | –  | 1  | –  | –  | 2  |
| 6  | 0   | Aston Martin-Mercedes     | 20     | 48     | –  | 1  | –  | –  | –  | 2  |
| 7  | 0   | Alpine-Renault            | 20     | 40     | –  | –  | –  | –  | –  | 3  |
| 8  | 0   | Alfa Romeo Racing-Ferrari | 20     | 2      | –  | –  | –  | –  | –  | 1  |
| 9  | 0   | Williams-Mercedes         | 20     | 0      | –  | –  | –  | –  | –  | 3  |
| 10 | 0   | Haas-Ferrari              | 20     | 0      | –  | –  | –  | –  | –  | 1  |
| P  | +/− | Konstruktor               | Starty | Punkty | P1 | P2 | P3 | PP | NO | NS |